# Coxapopha diblemma
Coxapopha diblemma là một loài nhện trong họ Oonopidae.
Loài này thuộc chi Coxapopha. Coxapopha diblemma được Norman I. Platnick miêu tả năm 2000.